# هنري جيمس كار
هنري جيمس كار (بالإنجليزية: Henry James Carr)‏ هو أمين مكتبة أمريكي، ولد في 16 أغسطس 1849 في بيمبروك في الولايات المتحدة، وتوفي في 21 مايو 1929 في سكرانتون في الولايات المتحدة.